# Cohortium Vigilum Stationes

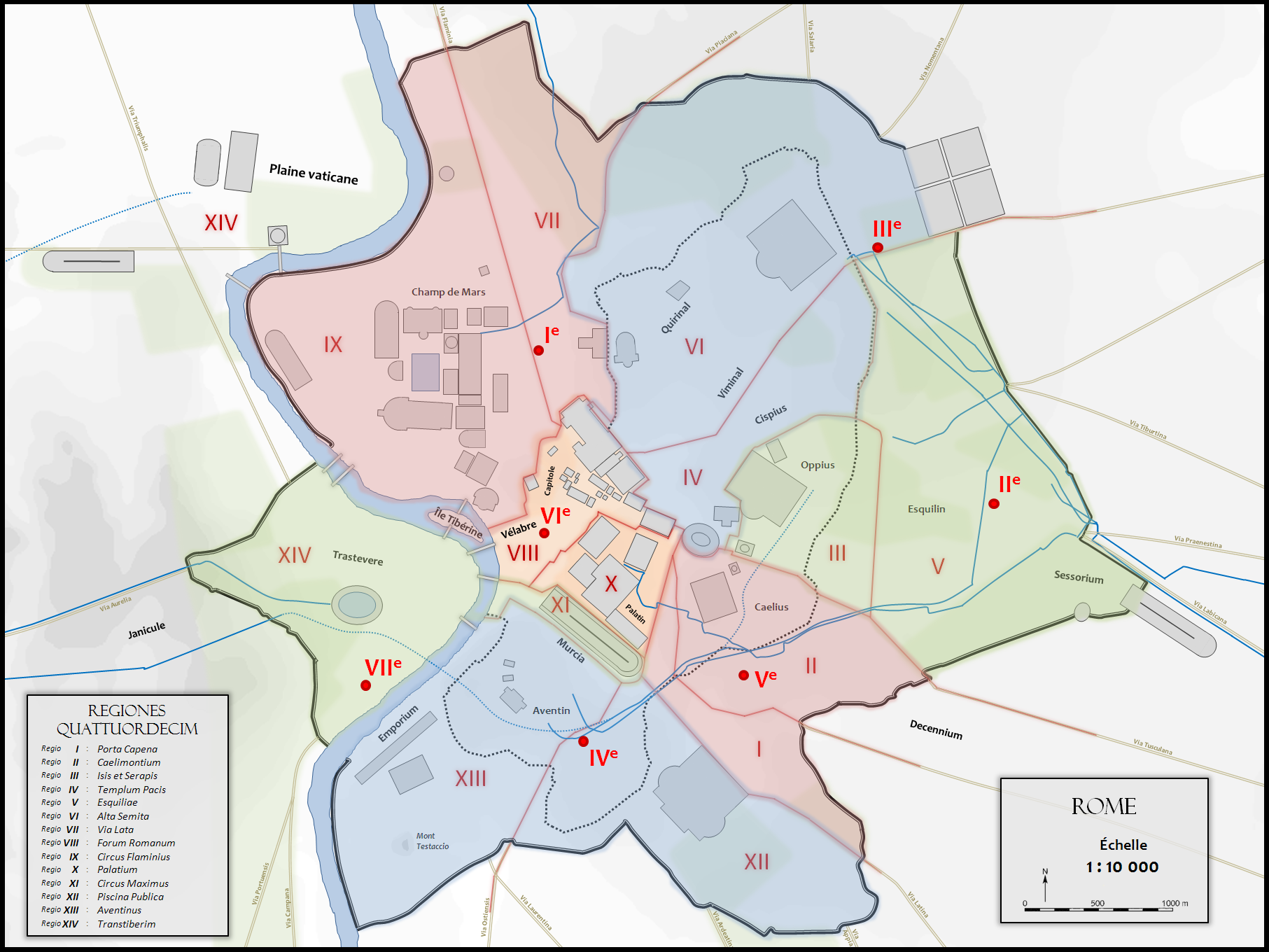
Ubicazione delle 7 stazioni delle coorti dei vigili e rispettive regioni di competenza.

Le Cohortium Vigilum Stationes erano, nell'antica Roma, le caserme dei vigiles urbani, cui spettava lo spegnimento degli incendi (vigili del fuoco) e lo svolgimento di compiti di polizia, soprattutto nelle ore notturne.

## Storia
Il corpo dei vigiles fu istituito da Augusto nel 6 d.C. ed era costituito da 7 coorti, ciascuna comandata da un tribuno e a sua volta costituita da 7 centurie, ognuna comandata da un centurione e costituita da 70-80 uomini.
I primi vigiles utilizzavano abitazioni ed edifici privati sequestrati come posti di comando. Solamente verso la metà del II secolo d.C. nuove caserme furono appositamente edificate. Al principio del III secolo furono edificate anche delle sottostazioni, chiamate excubitoria, dove potevano alloggiare circa 40-50 uomini, per poter intervenire più rapidamente nei nuovi quartieri della città in espansione.
Tra la fine del IV secolo e il principio del V secolo d.C. il servizio dei vigili fu riorganizzato e le caserme non furono più utilizzate, essendo notevolmente ridotto il numero dei vigili, che divengono collegiati e dimorano nelle proprie abitazioni.

## Suddivisione dellestationes

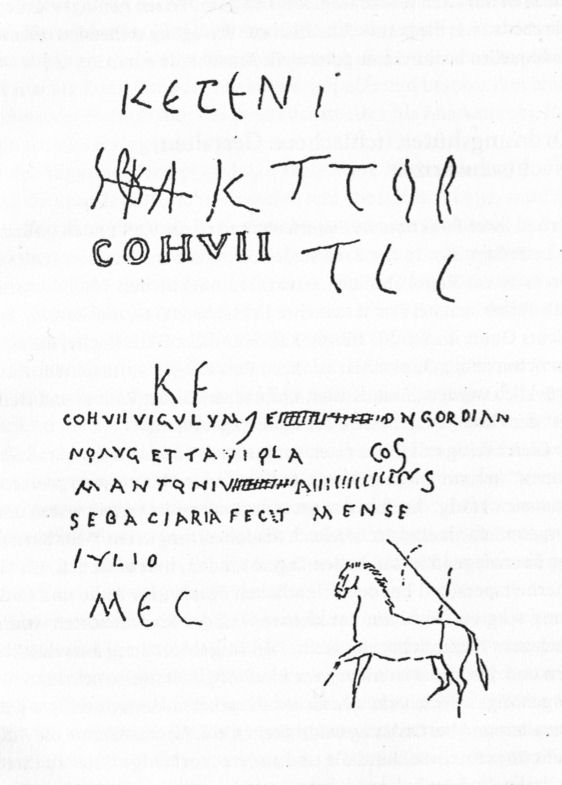
Riproduzione del graffito rinvenuto nellexcubitorium della VII coorte a Trastevere (Regio XIV Trans Tiberim). III secolo d.C..

Ogni coorte era tenuta a sorvegliare e intervenire su due regioni dell'Urbe.
Più in dettaglio, si riportano la regione in cui era collocata la caserma e le regioni di competenze per ciascuna coorte:
| Coorte | Regione di ubicazione della caserma | Regioni di competenza |
| ------ | ----------------------------------- | --------------------- |
| I      | Regio VII Via Lata                  | VII e IX              |
| II     | Regio V Esquiliae                   | III e V               |
| III    | Regio VI Alta Semita                | IV e VI               |
| IIII   | Regio XII Piscina Publica           | XII e XIII            |
| V      | Regio II Caelimontium               | I e II                |
| VI     | Regio VIII Forum Romanum            | VIII e X              |
| VII    | Regio XIV Transtiberim              | XI e XIV              |

Oltre alle 7 caserme, erano presenti 14 excubitoria (uno per ciascuna regione), dislocati in maniera tale da rendere rapido l'intervento di spegnimento degli incendi, che era per lo più effettuato abbattendo gli edifici circostanti al focolaio, in modo da impedire la propagazione delle fiamme.
Delle 7 caserme, ne sono state identificate con sicurezza 5:
- I cohors: sul lato orientale della Via Lata, di fronte ai Saepta Iulia
- II cohors: sull'Esquilino, angolo sudest di piazza Vittorio Emanuele
- III cohors: sul Viminale
- IV cohors: vicino alle terme di Caracalla
- V cohors: sul Celio, nei pressi della basilica di Santa Maria in Domnica

Probabilmente la stazione della VII cohors si trovava in prossimità del ponte Emilio.
Inoltre, è noto l'excubitorium della VII cohors, visitabile in via della Settima Coorte n. 9, a Trastevere.

## Descrizione dellestationes

### Statio I cohortis
Questa stazione sorgeva a est della via Lata, di fronte ai Saepta Iulia. La stazione della I coorte era anche la sede del prefetto dei vigili e dello stato maggiore, nonché degli uffici amministrativi del corpo dei vigili. La planimetria di questa stazione è conservata su un frammento della Forma Urbis Severiana. Si tratta di un edificio rettangolare con l'asse principale disposto in direzione nord-sud formando un angolo di 18° con la Via Lata. L'edificio è diviso in tre parti, ciascuna delle quali possiede un cortile centrale attorniato da un portico su cui si aprono le camere. Resti dell'edificio portati alla luce nel corso di scavi del XVII secolo, che portarono alla luce camere con decorazioni in marmi e stucchi molto lussuose, oltre a statue e varie epigrafi, dimostrarono che però l'edificio fu modificato considerevolmente successivamente al periodo severiano. 

### Statio II cohortis
La stazione della II coorte sorgeva sull'Esquilino, all'esterno delle Mura Serviane, presso il margine meridionale di piazza Vittorio Emanuele.

### Statio III cohortis
La III stazione sorgeva sul Viminale, nella regione VI Alta Semita.
Le testimonianze epigrafiche non sono determinanti, ma la stazione, individuata, si trovava appena fuori della porta Viminale, vicino all'angolo orientale delle terme di Diocleziano, in corrispondenza dell'incrocio tra le vie Volturno e Solferino.

### Statio IV cohortis
Questa stazione sorgeva sull'Aventino, appena a nord della basilica di San Saba, nei pressi della Porta Raudusculana e dell'acquedotto dell'Aqua Marcia.

### Statio V cohortis
La stazione V sorgeva sul Celio, appena a ovest del Macellum Magnum, lungo il lato meridionale della basilica di Santa Maria in Domnica. Oltre a iscrizioni, tracce dell'edificio furono rinvenute nel corso di scavi effettuati nel XVI secolo e nel 1820. 

### Statio VI cohortis
Di posizione ignota, si sa dalla Notitia che si trovava nella VIII regione (Foro Romano), probabilmente nel Velabro, tra Palatino e Campidoglio, in prossimità della rupe Tarpea e del tempio di Augusto, in corrispondenza o nelle immediate vicinanze dell'odierna piazza della Consolazione. Le testimonianze epigrafiche non riportano informazioni topografiche chiarificatrici.
Si ipotizza che un excubitorium fosse localizzato nel Foro.

### Statio VII cohortis

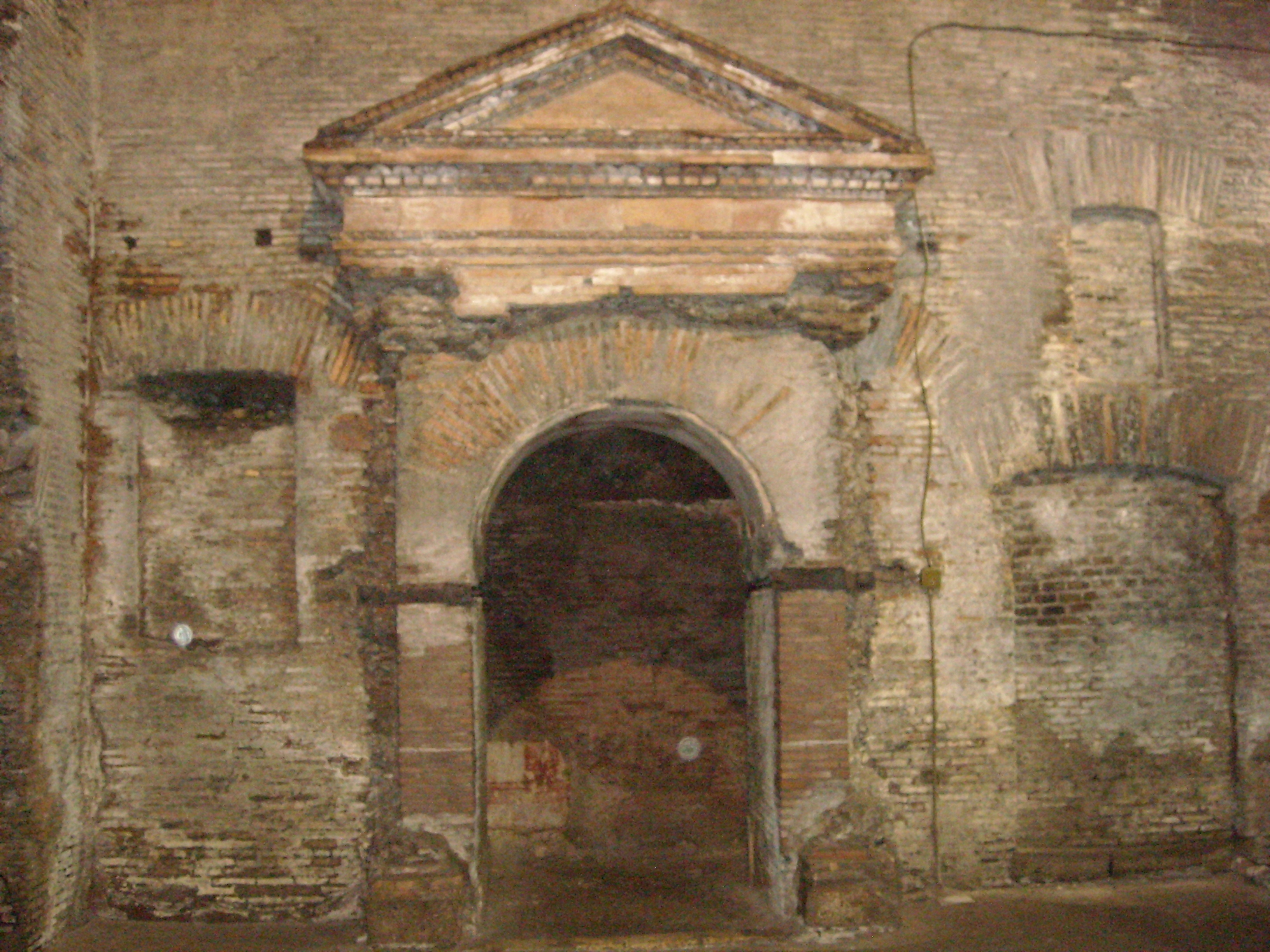
Edicola nel cortile della VII coorte dei vigiles di Roma, in via della VII coorte (trastevere) 8 metri al di sotto del piano stradale.

Di posizione ignota, si sa dalla Notitia che si trovava nella XIV regione (Trastevere), probabilmente nella parte meridionale. Non sono state rinvenute tracce della stazione, ma per contro nel 1866 fu rinvenuto l'excubitorium, un edificio che era in origine una dimora privata e che nel II secolo d.C. fu ampliata e destinata al nuovo utilizzo. Sulle sue pareti furono rinvenuti numerosi graffiti, databili dal 215 al 245 d.C., di notevole rilevanza per le informazioni riportate relative all'organizzazione delle coorti.